# سونيك أدفانس
سونيك أدفانس (بالإنجليزية: Sonic Advance‎؛ باليابانية: ソニック アドバンス‎، ‏Sonikku Adobansu) هي لعبة منصات طورتها ديمبس وسونيك تيم لغيم بوي أدفانس في 2001. هذه أول لعبة فيديو من سلسلة القنفذ سونيك صدرت على إحدى مشغلات نينتندو مع سونيك أدفنشر 2 باتل على نينتندو غيم كيوب، وأنتجت للاحتفال بالذكرى السنوية العاشرة للسلسلة. القصة تتبع سونيك وتيلز وناكلز وآيمي أثناء رحلتهم لمنع دكتور إغمان من السيطرة على العالم. من خلال التحكم في شخصية ما، يُكَلَّف اللاعبون بإكمال كل مرحلة، وهزيمة إغمان وجيشه الآلي، وجمع زمردات تشاو.
بدأ التطوير بعد أن حولت سيجا تركيزها إلى تطوير برمجيات الطرف الثالث، بسبب الأداء الضعيف لمشغل دريم كاست. قامت سيجا بتوظيف ديمبس لقيادة التطوير، مما جعل سونيك أدفانس أول لعبة في السلسلة من تطوير ديمبس. بينما تتبع سونيك أدفانس أسلوب لعب مشابهًا لألعاب سونيك على ميجا درايف، أعيد استخدام مفاهيم وتصميمات معينة من ألعاب أحدث مثل سونيك أدفنشر (1998). نُقِلَت اللعبة إلى أجهزة إن-غيج وأندرويد، وهي متوفرة في اليابان على الوي يو عبر فرتشول كونسول.
تلقت سونيك أدفانس تقييمات إيجابية لرسوماتها، ورسوم متحركة للشخصيات، وتشابهها مع ألعاب ميجا درايف الأصلية، ولكنها لقصر طولها ومراحلها الخاصة. لقد كانت نجاحًا تجاريًا كبيرًا، حيث باعت 1.21 مليون نسخة في الولايات المتحدة وهي من أكثر الألعاب مبيعًا على غيم بوي أدفانس. منذ ذلك الحين، ابتكرت ديمبس العديد من ألعاب سونيك، بما في ذلك سونيك أدفانس 2 وسونيك أدفانس 3 (2004).

## أسلوب اللعب

تيلز وهو يطير في المنطقة الأولى.

سونيك أدفانس هي لعبة منصات تمرير جانبي تشابه ألعاب القنفذ سونيك الأصلية التي صدرت لميجا درايف. يذهب اللاعبون في رحلة عبر جزيرة لهزيمة دكتور إغمان، الذي يحاول أسر حيواناتها لتحويلها إلى روبوتات شريرة. يختار اللاعبون واحدًا من أربعة شخصيات، لكل منها مجموعة فريدة من الحركات الخاصة به. سونيك هو الأسرع ويمكنه أداء «درع إنستا» يحميه للحظة، تيلز يمكنه أن يطير أو يسبح لفترة قصيرة، ناكلز يمكنه أن ينزلق في في الهواء ويسبح فوق الماء لبضع ثوان ويتسلق الجدران وآيمي يمكنها تدمير الأعداء باستخدام مطرقة. باستثناء آيمي، يمكن لكل شخصية هزيمة الروبوتات المعادية من خلال القفز واللف في كرة، أو عن طريق أداء اندفاعة دائرية على الأرض لاكتساب السرعة. من خلال إدخال رمز غش، يمكن للاعبين التحكم في سونيك بينما يعمل تيلز بجانبه، على غرار القنفذ سونيك 2 (1992).
تجري اللعبة على سبعة عوالم تسمى المناطق. كل منطقة تحتوي على مرحلتين ما عدا آخر منطقة، حيث يجب على اللاعب أن يوجه شخصيته المختارة للأعداء والعقبات السابقة مثل المسامير والحفر التي لا نهاية لها للوصول إلى النهاية في أقل من عشر دقائق. تتناثر الأفعال حول منصات القفز، ومنصات التعزيز، والخواتم الذهبية، التي تعمل كشكل من أشكال الصحة؛ ينجو اللاعبون من الضربات طالما لديهم خاتم واحد على الأقل، لكن خواتمهم ستشتت وتختفي بعد فترة قصيرة. يقوم اللاعبون بجمع العلب الصغيرة التي تحتوي على مقويات مثل أحذية السرعة، والدروع المتنوعة، وقوى لا تقهر. تنتهي المرحلة الأولى عندما يمر اللاعبون بعلامة إشارة، وتنتهي المرحلة الثانية بمعركة زعيم ضد إغمان؛ بعد ضربه ثماني مرات، سوف يهرب إغمان ويسقط كبسولة من الحيوانات المأسورة. تبدأ كل شخصيات اللعبة بثلاثة أرواح، والتي تُفقد عندما تُضرب بدون حلقات في حوزتهم، أو سحقهم، أو غرقهم، أو الوقوع في حفرة لا نهاية لها، أو تجاوز الحد الأقصى لمدة 10 دقائق. إذا فقدت كل الأرواح، فسوف تنتهي اللعبة وتظهر رسالة غيم أوفر.
يمكن العثور على النوابض الخاصة بالقرب من الجزء العلوي من بعض المراحل. من خلال القفز عليها، يمكن للاعب الوصول إلى مرحلة خاصة، حيث يرسل عبر أنبوب لجمع الخواتم. إذا جمع عددًا كافيًا من الخواتم، يتلقى اللاعب زمرد تشاو. يؤدي جمع الزمردات السبعة إلى فتح معارك زعماء إضافية. تحتوي اللعبة أيضًا على لعبة مصغرة بعنوان تايني تشاو غاردن، حيث يمكن للاعبين اللعب مع تشاو. يمكن للاعبين نقل التشاو بين تايني تشاو غاردن وتشاو غاردن من نسخ غيم كيوب من سونيك أدفنشر وسونيك أدفنشر 2 عبر كابل ربط غيم كيوب - غيم بوي أدفانس. تتميز اللعبة أيضًا بوضع متعدد لاعبين تنافسي، حيث يمكن لما يصل إلى أربعة أشخاص التسابق حتى نهاية المرحلة أو البحث عن تشاو.

## التطوير والإصدار

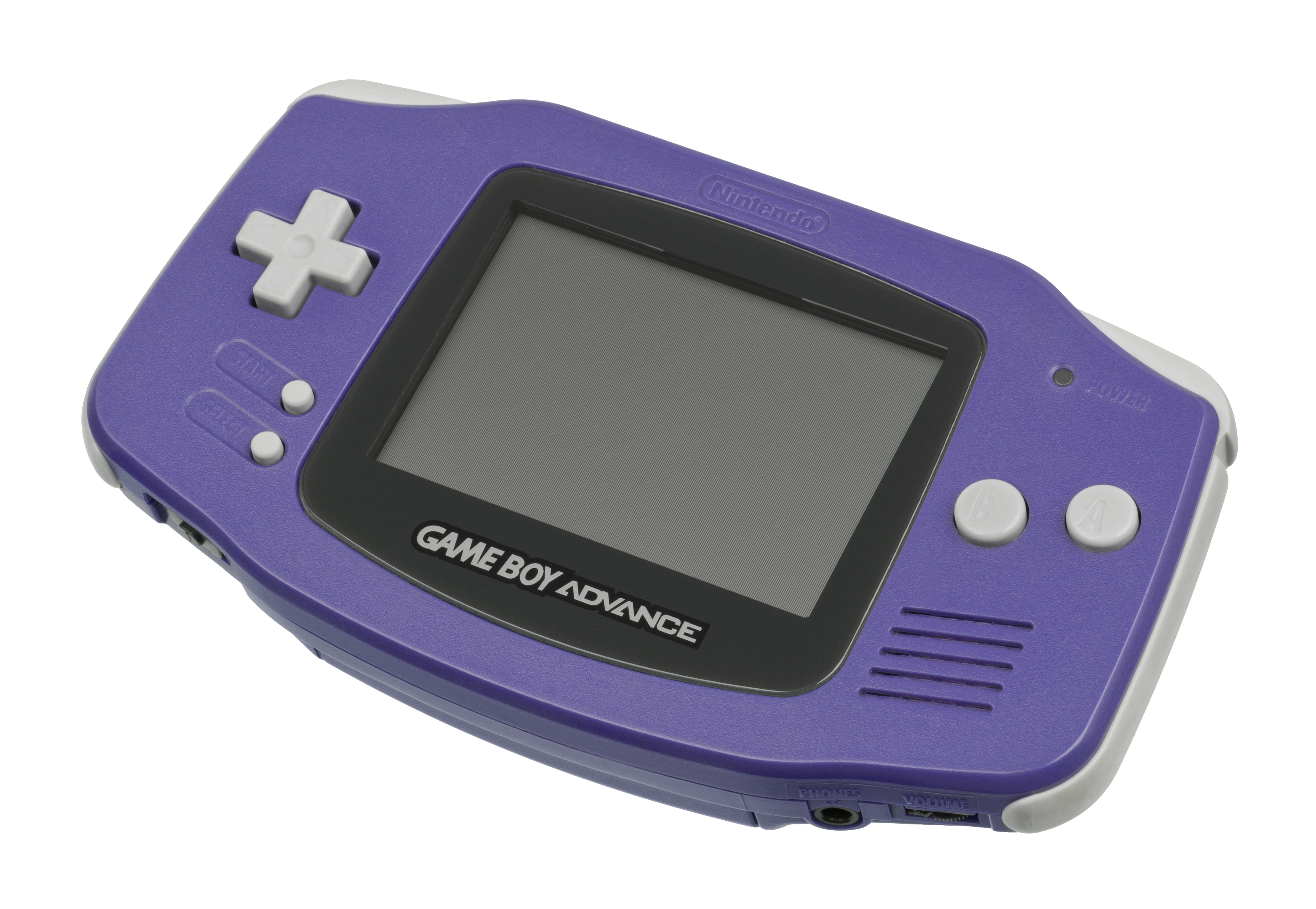
سونيك أدفانس طُوِّرَت لمشغل نينتندو المحمول غيم بوي أدفانس.

في يناير 2001، بسبب المشاكل المالية التي واجهتها سيجا مع ضعف أداء مشغل دريم كاست الخاص بها، تحولت من نشر برمجيات الطرف الأول إلى الطرف الثالث، مع كون بلاي ستيشن 2 من سوني كمبيوتر إنترتنمنت وغيم بوي أدفانس من نينتندو محوري التركيز الأساسيين. شُكِّلَ فريق من المطورين لبدء تطوير لعبة القنفذ سونيك أدفانس (أعيدت تسميتها لاحقًا سونيك أدفانس)، وهي لعبة سونيك لغيم بوي أدفانس للاحتفال بالذكرى السنوية العاشرة للسلسلة. قامت ديمبس، وهي شركة شُكِّلَت من قبل العديد من مطوري نيو جيو بوكيت كولر السابقين وبتمويل من سيجا وسوني وبانداي، بتطوير اللعبة بمساعدة سونيك تيم. صممت سونيك تيم اللعبة، ولكن كان هناك نقص في الموظفين من الموظفين المُطَّلَعِين على أجهزة غيم بوي أدفانس وبالتالي جُنِّدَت ديمبس. عمل العديد من أعضاء ديمبس على لعبة سونيك بوكيت أدفنشر (1999) التي حازت على إعجاب النقاد من أجل نيو جيو بوكيت كولر.
قرر المطورون العودة إلى أسلوب اللعب المماثل لألعاب سونيك الأصلية على الميجا درايف، والتي شعر ناكا بأنها منعشة. قام المطورون أيضًا بدمج مفاهيم من سونيك أدفنشر (1998)، مثل قدرة الطحن على القضبان وتصميمات الشخصيات الحديثة بواسطة يوجي يوكاوا. نظرًا لأن ألعاب سونيك التي صدرت لدريم كاست سمحت للاعبين بتنزيل ألعاب صغيرة على وحدة الذاكرة المرئية، قرر فريق التطوير التوسع في ذلك باستخدام مفهوم مماثل مع كابل ربط غيم كيوب - غيم بوي أدفانس، مما يجعل سونيك أدفانس واحدة من أولى الألعاب التي تستخدم الكابل. كما أنه يتميز بتقنيات رسومية مثل تأثيرات الدوران ومود 7.
أعلنت شركة سيجا عن سونيك أدفانس واثنين من ألعاب غيم بوي أدفانس أخرى في 30 يناير 2001. عُرِضَ مقطع فيديو يحتوي على لقطات من المرحلة الأولى للعبة في معرض الترفيه الإلكتروني 2001، ونسخ تجريبية عرضت في نينتندو سبيس ورلد ومعرض ألعاب طوكيو في وقت لاحق من ذلك العام. نشرت سيجا سونيك أدفانس في اليابان في 20 ديسمبر 2001، بينما نشرتها تي إتش كيو في أمريكا الشمالية في 3 فبراير 2002. صدرت اللعبة في أوروبا في 8 مارس 2002، حيث نشرتها إنفوغرامز. نقلت اللعبة على إن-غيج من نوكيا بعنوان سونيك إن، في جميع أنحاء العالم في 7 أكتوبر 2003. في عام 2005، جٌمِّعَت اللعبة مع تشوتشو روكيت! وسونيك بين بل بارتي وسونيك باتل في حزم منفصلة لغيم بوي أدفانس. صدرت اللعبة على أندرويد في 25 نوفمبر 2011، وعلى خدمة فرتشول كونسول الخاصة بالوي يو في 18 فبراير 2015. كلا النسختين أعيد إصدارهما حصريًا لليابان.

## وصلات خارجية
- سونيك أدفانس على موقع IMDb (الإنجليزية)
- الموقع الرسمي
 (باليابانية)